# Penkovska Reka
Penkovska Reka (bulgariska: Пенковска Река) är ett vattendrag i Bulgarien.   Det ligger i regionen Pernik, i den västra delen av landet, 50 km väster om huvudstaden Sofia.
I omgivningarna runt Penkovska Reka växer i huvudsak lövfällande lövskog. Runt Penkovska Reka är det glesbefolkat, med 15 invånare per kvadratkilometer.